# Leopold Matthias von Lamberg
Leopold Matthias von Lamberg (Vienna, 20 febbraio 1667 – Vienna, 10 marzo 1711) è stato un principe e politico austriaco.

## Biografia
Leopold Matthias Sigismund nacque nella nobile famiglia dei Lamberg, originari della Carinzia e della Carniola. Era il figlio terzogenito del conte Franz Joseph von Lamberg-Stiria (1637-1712) e di sua moglie, la contessa Anna Maria von Trautmannsdorf-Weinsberg (1642-1727), figlia del governatore di Boemia, il conte Adam Matthias von Trauttmansdorff (1617- 1684). I suoi fratelli furono Hans Adam von Lamberg (1677-1708), il principe Franz Anton von Lamberg (1678-1759), il cardinale Joseph Dominikus von Lamberg (1680-1761), il vescovo suffraganeo Franz Alois von Lamberg (1692-1732), nonché i conti Johann Philipp von Lamberg (1684-1735) e Johann Ferdinand von Lamberg (1689-1764).
Sin dalla giovinezza, Leopold Matthias fu a stretto contatto con gli ambienti della corte di Vienna e con la famiglia imperiale. L'imperatore Leopoldo I fu suo padrino di battesimo, e Leopold Matthias conservò sin dall'infanzia un ottimo rapporto col principe ereditario Giuseppe, che aveva dieci anni in meno di lui. Agevolato dal favore di quest'ultimo, salì i gradini della gerarchia di corte, divenendo nell'agosto del 1689 ciambellano del principe ereditario e nel 1692 venne promosso a ciambellano imperiale. Nel 1699 divenne maestro di caccia di Giuseppe I e nel 1700 venne accolto tra i cavalieri del Toson d'oro, la massima onorificenza imperiale. Il 13 gennaio 1702 divenne gran cacciatore imperiale per l'Austria sopra l'Inns e, dopo la morte del principe Leopold Ignaz von Dietrichstein, il 15 luglio 1708, divenne anche Oberststallmeister. Il 1º novembre 1707 l'imperatore Giuseppe I lo elevò al rango ereditario di principe imperiale.
Dopo che l'elettore Massimiliano Emanuele di Baviera venne bandito dall'impero nell'ambito della guerra di successione spagnola, Giuseppe I assunse il langraviato di Leuchtenberg come feudo imperiale e lo infeudò al principe Leopold Matthias nel 1708 che assunse pertanto anche il titolo di langravio di Leuchtenberg con disposizione del Reichstag dell'11 luglio 1709, con diritto di voto al parlamento. L'imperatore desiderava la compagnia del principe durante le cacce di corte e nelle feste, ma questo non consentì a Leopold Matthias di avere l'influenza politica alla quale ambiva. Non riuscì nemmeno a convincere suo zio, il principe-vescovo di Passau e cardinale Johann Philipp von Lamberg, a riprendere stabili relazioni con la corte di Vienna.
Morì a causa di una malattia cardiaca a Vienna il 10 marzo 1711, a soli 44 anni e cinque settimane prima del suo amico imperatore. Fu sepolto nella cripta della famiglia Lamberg nella chiesa di corte degli agostiniani a Vienna. Poiché i suoi due figli gli erano premorti senza eredi, la dignità di principe imperiale ed il langraviato di Leuchtenberg passarono a suo padre che all'epoca aveva 74 anni, Franz Joseph von Lamberg; alla morte del padre avvenuta il 2 novembre 1712, passarono a suo fratello Franz Anton. Il langraviato venne restituito agli elettori di Baviera nel 1714 come parte della Pace di Rastatt.

## Matrimonio e figli
Leopold Mathias sposò il 21 maggio 1691 la contessa Maria Claudia von Künigl (1669–1710), figlia del conte Johann Georg von Künigl. La coppia ebbe i seguenti figli:
- Maria Theresia Josepha (1692 - 1730/50), sposò il 1º maggio 1720 il conte Anton Rabutin de Bussy
- Johann Philipp (1694 - 1706)
- Philippina Maria Anna Josepha (1695 - 1762), sposò il 28 settembre 1718 il conte Ludwig Andreas von Khevenhüller zu Frankenburg (1683–1744)
- Maria Josefa Johanna Theresia Amadea, sposò il 26 settembre 1726 il barone Josef Maria Nikolaus Ignaz von Neuhaus
- Leopold Franz Xaver (1702 - 1709)
- Maria Josepha Philippine (1706 - 1707)

## Albero genealogico
|                                                                 |                                                 |                                                     | Genitori                                     |  |  | Nonni |  |  | Bisnonni                                           |  |  | Trisnonni                                   |  |
|                                                                 |                                                 |                                                     |                                              |  |  |       |  |  | Georg Sigismund von Lamberg, III barone di Lamberg |  |  | Sigismund von Lamberg, II barone di Lamberg |  |
|                                                                 |                                                 |                                                     |                                              |  |  |       |  |  | Georg Sigismund von Lamberg, III barone di Lamberg |  |  | Sigismund von Lamberg, II barone di Lamberg |  |
|                                                                 |                                                 | Siguna Eleonore Fugger                              |                                              |  |  |       |  |  | Georg Sigismund von Lamberg, III barone di Lamberg |  |  |                                             |  |
| Johann Maximilian von Lamberg, I conte di Lamberg               |                                                 |                                                     |                                              |  |  |       |  |  | Georg Sigismund von Lamberg, III barone di Lamberg |  |  |                                             |  |
|                                                                 |                                                 | Giovanna della Scala                                | Anselmo Vermundo della Scala                 |  |  |       |  |  |                                                    |  |  |                                             |  |
|                                                                 |                                                 | Giovanna della Scala                                | Anselmo Vermundo della Scala                 |  |  |       |  |  |                                                    |  |  |                                             |  |
|                                                                 |                                                 | Giovanna della Scala                                | Elisabeth von Thurn                          |  |  |       |  |  |                                                    |  |  |                                             |  |
| Franz Joseph von Lamberg, II conte di Lamberg                   |                                                 | Giovanna della Scala                                |                                              |  |  |       |  |  |                                                    |  |  |                                             |  |
|                                                                 |                                                 | Georg von Wrbna und Freudenthal                     | Hynek von Wrbna und Freudenthal              |  |  |       |  |  |                                                    |  |  |                                             |  |
|                                                                 |                                                 | Georg von Wrbna und Freudenthal                     | Hynek von Wrbna und Freudenthal              |  |  |       |  |  |                                                    |  |  |                                             |  |
|                                                                 |                                                 | Georg von Wrbna und Freudenthal                     | Rebekka Wirbinsky                            |  |  |       |  |  |                                                    |  |  |                                             |  |
| Maria Judith Johanna Eleonora Rebekka von Wrbna und Freudenthal |                                                 | Georg von Wrbna und Freudenthal                     |                                              |  |  |       |  |  |                                                    |  |  |                                             |  |
|                                                                 |                                                 | Helene von Wrbna und Freudenthal                    | Albrecth von Wrbna und Freudenthal           |  |  |       |  |  |                                                    |  |  |                                             |  |
|                                                                 |                                                 | Helene von Wrbna und Freudenthal                    | Albrecth von Wrbna und Freudenthal           |  |  |       |  |  |                                                    |  |  |                                             |  |
|                                                                 |                                                 | Helene von Wrbna und Freudenthal                    | Johanna von Sedlnitzky von Choltitz          |  |  |       |  |  |                                                    |  |  |                                             |  |
| Leopold Matthias von Lamberg, I principe di Lamberg             |                                                 | Helene von Wrbna und Freudenthal                    |                                              |  |  |       |  |  |                                                    |  |  |                                             |  |
|                                                                 | Johann Maximilian von Trauttmansdorff-Weinsberg | Johann Friedrich von Trauttmansdorff                |                                              |  |  |       |  |  |                                                    |  |  |                                             |  |
|                                                                 | Johann Maximilian von Trauttmansdorff-Weinsberg | Johann Friedrich von Trauttmansdorff                |                                              |  |  |       |  |  |                                                    |  |  |                                             |  |
|                                                                 | Johann Maximilian von Trauttmansdorff-Weinsberg | Eva von Trauttmansdorff                             |                                              |  |  |       |  |  |                                                    |  |  |                                             |  |
| Adam Matthias von Trauttmansdorff-Weinsberg                     | Johann Maximilian von Trauttmansdorff-Weinsberg |                                                     |                                              |  |  |       |  |  |                                                    |  |  |                                             |  |
|                                                                 |                                                 | Mária Zsófia Pálffy ab Erdöd                        | Miklós Pálffy Erdöd, I conte Pálffy de Erdöd |  |  |       |  |  |                                                    |  |  |                                             |  |
|                                                                 |                                                 | Mária Zsófia Pálffy ab Erdöd                        | Miklós Pálffy Erdöd, I conte Pálffy de Erdöd |  |  |       |  |  |                                                    |  |  |                                             |  |
|                                                                 |                                                 | Mária Zsófia Pálffy ab Erdöd                        | Maria Magdalena Fugger-Kirchberg-Weißenhorn  |  |  |       |  |  |                                                    |  |  |                                             |  |
| Anna Maria von Trautmannsdorf-Weinsberg                         |                                                 | Mária Zsófia Pálffy ab Erdöd                        |                                              |  |  |       |  |  |                                                    |  |  |                                             |  |
|                                                                 |                                                 | Jeroslav Wolfgang von Sternberg                     | Adam II von Sternberg                        |  |  |       |  |  |                                                    |  |  |                                             |  |
|                                                                 |                                                 | Jeroslav Wolfgang von Sternberg                     | Adam II von Sternberg                        |  |  |       |  |  |                                                    |  |  |                                             |  |
|                                                                 |                                                 | Jeroslav Wolfgang von Sternberg                     | Eva von Lobkowicz                            |  |  |       |  |  |                                                    |  |  |                                             |  |
| Eva Johanna von Sternberg                                       |                                                 | Jeroslav Wolfgang von Sternberg                     |                                              |  |  |       |  |  |                                                    |  |  |                                             |  |
|                                                                 |                                                 | Maximiliana Dominika Veronika Švihovský z Rýzmberka | Friedrich Švihovský z Rýzmberka              |  |  |       |  |  |                                                    |  |  |                                             |  |
|                                                                 |                                                 | Maximiliana Dominika Veronika Švihovský z Rýzmberka | Friedrich Švihovský z Rýzmberka              |  |  |       |  |  |                                                    |  |  |                                             |  |
|                                                                 |                                                 | Maximiliana Dominika Veronika Švihovský z Rýzmberka | Johanka Švihovský z Rýzmberka                |  |  |       |  |  |                                                    |  |  |                                             |  |
|                                                                 |                                                 | Maximiliana Dominika Veronika Švihovský z Rýzmberka |                                              |  |  |       |  |  |                                                    |  |  |                                             |  |